# نهر نيتشيس
نهر نيتشيس هو نهر في مقاطعة فان زانت غرب بحيرة الراين. يتدفق لمسافة 416 ميل (669 كـم) عبر غابات الصنوبر في شرق تكساس، وتحديد حدود 14 مقاطعة في طريقها إلى مصبها على بحيرة سابين بالقرب من جسر قوس قزح. يوجد خزانان رئيسيان، بحيرة فلسطين وخزان بي إيه ستينهاجين في النهر. نهر أنجلينا (الذي يحتوي على خزان سام رايبورن) هو رافد رئيسي حيث يلتقي شمال بحيرة بي إيه ستينهاجين. تشمل الروافد إلى الجنوب كريت فيلاج و باين آيسلاند بايو مما يستنزف الكثير من منطقة بيغ تيكت وكلاهما ينضم إلى النهر على بعد أميال قليلة شمال بومونت. البلدات والمدن الواقعة على طول النهر بما في ذلك تايلر ولوفكين وسيلسبي على الرغم من أن أجزاء كبيرة من النهر غير مطورة وتتدفق عبر الأراضي الطبيعية المحمية. في المقابل فإن 40 ميلاً من النهر هي قناة شحن رئيسية عالية التصنيع مع عدد من المدن والبلدات المركزة في المنطقة بما في ذلك بومونت، فيدور، بورت نيتشيس، نيديرلاند، غروفز وبورت آرثر.